# Elysia chlorotica
Elysia chlorotica (keleti smaragd elízia) a puhatestűek (Mollusca) törzsébe, azon belül a csigák osztályába tartozó vízicsiga. Érdekessége, hogy az elfogyasztott algákból kinyert kloroplasztiszok révén képes fotoszintézisre – ezt a jelenséget kleptoplasztisznak nevezik. Az Elysia chlorotica akár egy évig is képes fennmaradni táplálékfelvétel nélkül, pusztán a fotoszintézis segítségével.

## Kinézete
Mint a Sacoglossa rend (nedvszívogató tengeri csigák) tagjainak jelentős részé, az Elysia chlorotica is házatlan, azaz nincs "csigaháza". Védelméről zöld rejtőszíne gondoskodik. A megemésztett algák színteste (lásd lejjebb) a bélhámban halmozódik fel. A csiga emésztőrendszere többszörösen elágazik, s a külhám alatt helyezkedik el, s így a színtestek zöld színe átüt a csiga hámján. Erős fényben, ha nem zargatják, akkor oldalsó redőit (lábcsonk, parapodia) szárnyszerűen szétteríti és napoz. Legkisebb zavarásra azonban újra összehúzza azokat. A csiga 0,03 – 6 cm hosszú lehet.

## Élőhelye
Új-Anglia sós mocsaraiban, Új-Skócia és Florida közt az Atlanti-óceán partján.

## Életmenete
A E. chlorotica körülbelül 11 hónapos életciklusa a petékkel kezdődik késő tavasszal. 7-8 nap múlva kelnek ki a lárvák, amelyek ezt követően egysejtű algákkal táplálkoznak. Amennyiben V. litorea vagy V. compacta fonalas telepekhez fér hozzá, úgy 1-2 napon belül átváltozik fiatal csigává. A sárgamoszat jelenléte szükséges az átalakuláshoz. A következő hónapokban a csiga vagy algákon legelészik vagy hiányukban fotoszintézissel tartja fent magát. A következő késő tavasszal elkezdenek petéket rakni, majd a felnőtt egyedek nem sokkal később tömegesen elpusztulnak.

## Fotoszintézise
Az Elysia chlorotica, mint a fotoszintetizáló vagy "napenergiával működő" csiga vonult a köztudatba. Ez a faj és alrendjének egyes más fajai is képesek a megemésztett algákból a plasztiszt kinyerni, s azt bélhámjuk sejtjeiben fenntartani. Az így kinyert plasztiszt kleptoplasztisznak, azaz lopott plasztisznak, nevezzük. A fotoszintézisre képes sejtszervecske a csigában hónapokig működőképes és képesek az állat teljes energiaszükségletét biztosítani. A fotoszintézis ilyen hosszan tartó fenntartása meglepő. Igaz a plasztiszok képesek a transzkripcióra és transzlációra, azaz fehérjéik egy részét képesek újra előállítani. De a fotoszintézis nem minden génje található a plasztiszban, egy részük (sőt, akár igen nagy részük) az alga sejtmagjában van, amelyet viszont a csiga megemésztett. Ezeket a fehérjéket pótolni kell, mert viszonylag gyorsan degradálódnak. A csiga egyes géneket az algától átvett, s azokat maga állítja elő, hogy a lopott plasztiszai működőképesek maradjanak. Ez volt bizonyítva a II. fotorendszer manganás-stabilizáló fehérjéjével (PsbO), klorofillkötő fehérjével (FPC), fénygyűjtő komplexekkel (antennakomplexek) (Lhcv-1 és Lhcv-2, Lhcv-3, Lhcv-4) kapcsolatban .

A csiga nem képes a plasztiszt továbbadni. A petéiben nem figyelhető meg plasztisz, illetve az életben tartott lopott plasztiszok nem képesek osztódni. Az új generációnak újból fel kell venniük a környezetből a plasztiszukat.